# Klára Melíšková

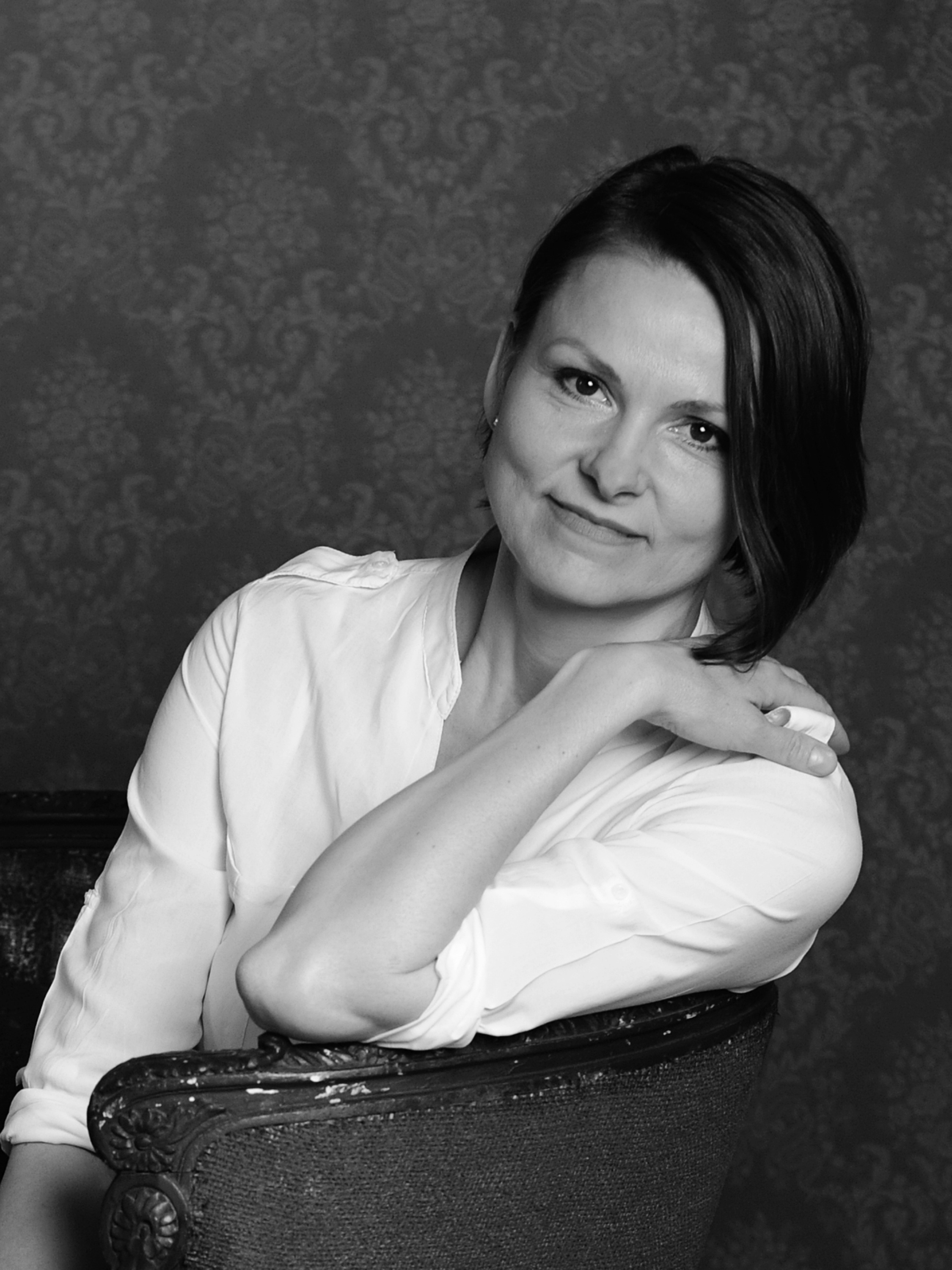
Klára Melíšková (2016)

Klára Melíšková (* 29. November 1971 in Kladno, Tschechoslowakei) ist eine tschechische Schauspielerin.

## Biografie
Sie studierte Schauspiel an der Theaterfakultät der Akademie der Musischen Künste in Prag (DAMU). Bereits während des Studiums spielte sie am Theater und debütierte, nachdem sie bereits in Kurzfilmen wie Krajina před bouří und Olda mitspielte, in dem 1999 erschienenen und von Ivo Trajkov inszenierten Minulost an der Seite von Karel Zima und Madla Zimová als Filmschauspielerin auf der Leinwand. Für ihre Darstellung der Zdena in Unsere Champions wurde sie mit dem tschechischen Filmpreis Český lev als beste Nebendarstellerin ausgezeichnet. Eine Nominierung erhielt sie 2010 für ihr Schauspiel in Protektor. Sie gewann den Preis für die beste Nebendarstellerin erneut für Čtyři slunce und zuletzt für I, Olga.
Melíšková war bis 2016 mit dem Schauspieler Lukáš Hlavica, dem Sohn der Schauspielerin Růžena Merunková verheiratet.

## Filmografie (Auswahl)
- 1996: Krajina před bouří
- 1997: Olda
- 1999: Minulost
- 2004: Unsere Champions (Mistři)
- 2007: Hodina klavíru
- 2008: BrainStorm
- 2009: Protektor
- 2011: Alois Nebel
- 2012: Čtyři slunce
- 2014: Andělé všedního dne
- 2016: I, Olga (Já, Olga Hepnarová)
- 2019: Vlastníci
- 2022: Die Höhle (Kam motýli nelétají)
- 2024: Nebelkind – The End of Silence